# Parkan: Iron Strategy
Parkan: Iron Strategy (Паркан: Железная Стратегия) est un jeu vidéo mêlant stratégie en temps réel et de tir à la première personne développé par Nikita et édité par Monte Cristo, sorti en 2001 sur Windows.

## Accueil
- Jeuxvideo.com : 13/20[1]